# Chirembia sulcata
Chirembia sulcata is een insectensoort uit de familie Embiidae, die tot de orde webspinners (Embioptera) behoort. De soort komt voor in Oost-Afrika.
Chirembia sulcata is voor het eerst wetenschappelijk beschreven door Navás in 1923.